# William L. Jungers
William L. Jungers (* 17. November 1948 in Palacios, Texas; † vor April 2023) war ein US-amerikanischer Paläoanthropologe und seit 1988 Professor am Institut für Anatomie der Stony Brook University in Long Island, New York. Als Experte für Funktionelle Morphologie erforschte er insbesondere die Biomechanik des zweibeinigen, aufrechten Ganges (Bipedie) der frühen Vorfahren und Verwandten des anatomisch modernen Menschen. Er galt als einer der weltweit erfahrensten Experten auf diesem Gebiet.

## Leben und Forschung
William Jungers schloss 1966 seine Schulausbildung an der Streator Township High School in Streator, Illinois, ab und besuchte danach das Oberlin College in Oberlin, Ohio. Nach dem Bachelor-Abschluss (1970) wechselte er nach Ann Arbor an die University of Michigan, wo er 1973 den Magister-Abschluss und 1976 den Doktorgrad im Fach Anthropologie erwarb. Zunächst als Postdoktorand (1976–1978) und danach als Wissenschaftlicher Assistent (bis 1988) forschte und lehrte Jungers am Institut für Anatomie der Stony Brook University im US-Bundesstaat New York. 1988 wurde er an gleicher Stelle auf eine Professur für Anatomie berufen und war von 2006 bis 2015 auch Direktor des Instituts. Danach war er noch einige Jahre für die Association Vahatra in Antananarivo, Madagaskar, tätig.
Bereits in seiner osteologischen Doktorarbeit befasste sich Jungers am Beispiel von Megaladapis – einer ausgestorbenen Gattung der Primaten von Madagaskar – mit dem Zusammenspiel von Form und Funktion der Knochen im Skelettsystem. Es folgten zahlreiche weitere Publikationen zur Anatomie und zur Stammesgeschichte der Lemuren von Madagaskar.
Besondere Aufmerksamkeit in der Fachwelt erzielten ferner seine Publikationen über die Fortbewegung der frühen Hominini, insbesondere über die Bipedie von „Lucy“, dem bekanntesten Fund eines Australopithecus afarensis, und der noch älteren Art Orrorin tugenensis.
In den 2000er-Jahren war er zudem wiederholt Autor und Co-Autor von Studien über Homo floresiensis, die wesentlich dazu beitrugen, dass diese Fossilien als eigenständige Art der Gattung Homo wissenschaftlich anerkannt wurden.

## Ehrungen
- Phi Beta Kappa
- zahlreiche Excellence in Teaching Awards

## Schriften (Auswahl)
- mit Sergio Almécija und Jeroen B. Smaers: The evolution of human and ape hand proportion. In: Nature Communications. Band 6, Artikel-Nr. 8717, 2015, doi:10.1038/ncomms8717.
- Size and Scaling in Primate Biology. Springer 2014, ISBN 978-1-4899-3649-3 (Nachdruck der 1. Auflage: Plenum Press, New York 1985).
- mit Steven M. Goodman und Velizar Simeonovski (Illustrator): Extinct Madagascar: Picturing the Island's Past. The University of Chicago Press, Chicago 2014, ISBN 978-0-226-14397-2.
- mit J. Michael Plavcan, Richard F. Kay und Carel P. Schaik (Hrsg.): Reconstructing Behavior in the Primate Fossil Record. Springer New York, NY, 2001, ISBN 978-0-306-46604-5.
- mit Yousuke Kaifu: On dental wear, dental work, and oral health in the type specimen (LB1) of Homo floresiensis. In: American Journal of Physical Anthropology. Band 145, Nr. 2, 2011, S. 282–289, doi:10.1002/ajpa.21492.
- W. L. Jungers et al.: Descriptions of the lower limb skeleton of Homo floresiensis. In: Journal of Human Evolution. Band 57, Nr. 5, 2009, S. 538–554, doi:10.1016/j.jhevol.2008.08.014.
- M. J. Morwood und W. L. Jungers: Conclusions: implications of the Liang Bua excavations for hominin evolution and biogeography. In: Journal of Human Evolution. Band 57, Nr. 5, 2009, S. 640–648, doi:10.1016/j.jhevol.2009.08.003.
- Ian J. Wallace, Brigitte Demes, William L. Jungers, Martin Alvero und Anne Su: The bipedalism of the Dmanisi hominins: Pigeon-toed early Homo? In: American Journal of Physical Anthropology. Band 136, Nr. 4, 2008, S. 375–378, doi:10.1002/ajpa.20827.
- Lucy's length: Stature reconstruction in Australopithecus afarensis (A.L.288–1) with implications for other small-bodied hominids. In: American Journal of Physical Anthropology. Band 76, Nr. 2, 1988, S. 227–231, doi:10.1002/ajpa.1330760211.
- On Canine Reduction in Early Hominids. In: Current Anthropology. Band 19, Nr. 1, 1978, S. 155–156, doi:10.1086/202027.

## Belege
1. ↑  Jack T. Stern, Jr. und Karen Baab: Obituary of William Jungers. In: PaleoAnthropology. Band 2023, Nr. 1, 19. Mai 2023, S. 126–127, doi:10.48738/2023.iss1.1012, Volltext.
2. ↑  Laurie R. Godfrey und David A. Burney: William L. Jungers, a gentle giant in Madagascar. In: Evolutionary Anthropology. Online-Vorabveröffentlichung vom 1. Juli 2023, doi:10.1002/evan.21992.
3. ↑  Dr. William Jungers, Anthropologist and Renowned Researcher of Human Evolution, Named Chair of Anatomy at SBUMC. Auf: stonybrook.edu vom 7. November 2006.
4. ↑  STHS set to induct 3 more to Worthy Hall of Fame. (Memento vom 24. Mai 2019 im Internet Archive) Im Original erschienen auf mywebtimes.com vom 5. Dezember 2014.
5. ↑  William Jungers: Osteological Form and Function: the Appendicular Skeleton of Megaladapis, a Subfossil Prosimian from Madagascar (Primates, Lemuroidea). Thesis (Ph. D.), University of Michigan, Ann Arbor 1976.
6. ↑  The functional significance of skeletal allometry in Megaladapis in comparison to living prosimians. In: American Journal of Physical Anthropology. Band 49, Nr. 3, 1978, S. 303–314, doi:10.1002/ajpa.1330490303.
7. ↑  William L. Jungers: Lucy's limbs: skeletal allometry and locomotion in Australopithecus afarensis. In: Nature. Band 297, 1982, S. 676–678, doi:10.1038/297676a0.
8. ↑  Brian G. Richmond und William L. Jungers: Orrorin tugenensis Femoral Morphology and the Evolution of Hominin Bipedalism. In: Science. Band 319, 2008, S. 1662–1665, doi:10.1126/science.1154197.
9. ↑  Sergio Almécija, Melissa Tallman, David M. Alba, Marta Pina, Salvador Moyà-Solà und William L. Jungers: The femur of Orrorin tugenensis exhibits morphometric affinities with both Miocene apes and later hominins. In: Nature Communications. Band 4, Artikel-Nr. 2888, 2013, doi:10.1038/ncomms3888.
10. ↑  William L. Jungers et al.: The foot of Homo floresiensis. In: Nature. Band 459, 2009, S. 81–84, doi:10.1038/nature07989.
 Rex Dalton: ‚Hobbit‘ was a dwarf with large feet. Auf: nature.com vom 6. Mai 2009, doi:10.1038/news.2009.448.
Elizabeth Culotta: When Hobbits (Slowly) Walked the Earth. In: Science. Band 230, 2008, S. 433–435, doi:10.1126/science.320.5875.433.
11. ↑  Susan G. Larson, William L. Jungers et al.: Homo floresiensis and the evolution of the hominin shoulder. In: Journal of Human Evolution. Band 53, Nr. 6, 2007, S. 718–731, doi:10.1016/j.jhevol.2007.06.003.

| Personendaten    | Personendaten                       |
| ---------------- | ----------------------------------- |
| NAME             | Jungers, William L.                 |
| KURZBESCHREIBUNG | US-amerikanischer Paläoanthropologe |
| GEBURTSDATUM     | 17. November 1948                   |
| GEBURTSORT       | Palacios, Texas                     |
| STERBEDATUM      | vor April 2023                      |